# هشام بن عمرو الفوطي
أبو محمد هشام بن عمرو الفوطي المعتزلي الكوفي مولى بني شيبان أحد شيوخ المعتزلة في القرن الثالث الهجري، كان صاحب ذكاء وجدال،أخذ عنه عباد بن سلمان وغيره.

## آرائه
نهى عن قول: حسبنا الله ونعم الوكيل، وقال: لا يعذب الله كافرا بالنار، ولا يحيي أرضا بمطر، ولا يهدي ولا يضل، ويقول: يعذبون في النار لا بها، ويحيي الأرض عند المطر لا به، وأن معنى: ونعم الوكيل أي المتوكل عليه.
قال المبرد: قال رجل لهشام الفوطي: كم تعد من السنين قال: من واحد إلى أكثر من ألف. قال: لم أرد هذا، كم لك من السن، قال: اثنان وثلاثون سنا. قال: كم لك من السنين، قال: ما هي لي كلها لله. قال: فما سنك، قال: عظم. قال : فابن كم أنت، قال: ابن أم وأب. قال : فكم أتى عليك، قال: لو أتى علي شيء لقتلني، قال: ويحك فكيف أقول، قال: قل كم مضى من عمرك.
ومن أقواله: إنما يعذب الله عند النار. يعني: إن الله يعذب عند النار لا بالنار، وأن الله لا يعذب بالنار، لكن يعذب عند النار. ويقول أيضًا: إذا خلق الله شيئا فإنه لا يقدر على أن يخلق مثل ذلك الشي أبدًا، لكن يقدر على أن يخلق غيره.

## مؤلفاته
- كتاب المخلوق.
- كتاب الرد على الأصم في نفى الحركات.
- كتاب خلق القرآن.
- كتاب التوحيد.
- كتاب جواب أهل خراسان.
- كتاب إلى أهل البصرة.
- كتاب الأصول الخمس.
- كتاب على البكرية.
- كتاب على أبى الهذيل في النعيم.[6]